# Елизаров, Дмитрий Павлович
Дмитрий Павлович Елизаров — доктор технических наук, профессор кафедры тепловых электрических станций Московского энергетического института. Ветеран Труда. Труженик тыла.

## Биография
Отцом Дмитрия Павловича Елизарова был Павел Павлович Елизаров, который родился в 1891 году в деревне Бестужевка Российской империи, ныне Приволжского района Куйбышевской области. Он был выпускником Петроградского электротехнического института, а в 1930—1937 годах руководил строительством Сталиногорской ГРЭС в качестве заместителя. В 1940-х годах стал преподавать в Московском энергетическом институте.
Дмитрий Елизаров поступил в Московский электротехнический институт на теплотехнический факультет. В 1938 году, будучи студентом, познакомился с Леонтием Ивановичем Керцелли, а в 1939 году профессор Леонтий Керцелли уже стал читать лекции для потока его курса. Леонтий Иванович Керцелли был руководителем его дипломного проекта, и Дмитрий Елизаров всегда вспоминал руководителя как доброго и заботливого наставника и учителя.
После получения диплома уехал работать в город Алексин Тульской области для работы на ТЭЦ № 15 Мосэнерго. В декабре 1943 года вернулся в Москву для сдачи вступительных экзаменов в аспирантуру. Дмитрий Елизаров отмечал, что его наставник Леонтий Керцелли и в этот период относился к нему очень доброжелательно. Позже он работал в деканате теплотехнического факультета начальником курса, в то время, когда деканом был Л. И. Керцелли и работал одновременно с ним на одной из кафедр МЭИ.
Был научным руководителем в МЭИ Пётра Своика, когда тот защищал диссертацию на степень кандидата технических наук.
Дмитрий Елизаров — автор основного вузовского учебника СССР по энергетическим котлоагрегатам.

## Награды
- Награжден медалями «За доблестный труд» и «За оборону Москвы».
- Также награжден грамотами Минэнерго и Минвуза[7].